# Leet

Wikipedia leet

Leet, l33t, leetspeek, eller 1337, är språkbruk inom bland annat online-kulturen. Det uppkom under 1980-talet i hacker-kretsar, till att börja med som ett sätt att försvåra upptäckt. Språket använder också många olika chattförkortningar.

## Historik och användning
Uttrycket härstammar från ordet "elite" och uppkom i det tidiga 1980-talets hacker-kultur, där man ville försvåra för andra att enkelt kunna hitta olika grupperingar. Inom hacking-, warez- och BBS-kretsar är elite en självpåtagen kategorisering av gruppens medlemmar.
I online-spelsammanhang finns också en riklig kultur av språkförenkling, vilket har sitt ursprung i textbaserade online-spel såsom Mud, Moo, Talkers, med flera. Till detta ska läggas en avgränsande funktion. Den som talar (egentligen så gott som uteslutande skriver) leetspeak markerar sin tillhörighet i gruppen och utestänger den oinsatte (jämför med månsing). Detta förstärks genom förvrängning och substituering; exempelvis leet skrivs ofta 1337. På många sätt liknar leetspeak andra subkulturers slang, framför allt graffitislang.
1337 har även använts som beteckning på elitgrupper inom matematik på spridda skolor.

## Utmärkande drag

### Substituerade bokstäver, siffror
Förutom bokstäver som byts ut på grund av grafisk likhet byts bokstäver ibland ut mot en närliggande bokstav på tangentbordet (se qwerty). Versaler används ibland, oftast för att uppnå en utseendeeffekt - om leetspeak har någon grundprincip i användbarhet är det att versaler utelämnas för att göra det enklare (snabbare) att skriva. Exempel: 
- 1337 - som är en visualisering i siffror av ordet LEET, antingen genom transkriptionen 1=L, 3=E, 7=T, eller genom att vända upp och ner på äldre miniräknares display i 8-elementskrift.
- utropstecken blandade med siffran 1, 0mfg!!!!11!!!1!!!111!!!!1; överdriven efterhärmning av någon som inte bryr sig om att stava alls. Ursprunget till detta är troligtvis någon som tänkt göra en lång rad utropstecken men missade att hålla ner shift-tangenten (shift + 1 = !) hela tiden. Ibland blandas orden "one one eleven" (ett ett elva) in utan mellanrum för att ytterligare förstärka den komiska effekten (man antyder helt enkelt att personen faktiskt vill skriva "ettettett") Några inkluderar i vissa fall även ettor i slutet på meningar skrivna med bokstäver, framförallt för ironins skull.
- @ - används istället för -at i ord, används som prepositionen "på" och "hos".
- Vanligtvis byts en del bokstäver ut mot siffror: O=0, L=1, R=2, E=3, A=4, S=5, G=6, T=7, B=8,. Exempelvis "I pwn u 14m3 n00b. f342 m3 45 i kick j02 455!1!!!!1111!", renskrivet "I own you, lame newbie. Fear me as I kick your ass!", vilket på svenska betyder "Jag äger dig din töntiga nybörjare, frukta mig medan jag sparkar din röv!".

### Morfologi
Inom 1337 används ett flertal suffix för att konstruera ord:
- -xor: Substantiv skapas från verb genom att använda suffixen -xor och -zor istället för de vanliga -er och -or. Exempelvis skulle verbet "hacka" normalt sett ge substantivet "hacker", men blir med suffixet "haxor". Detta kan i sin tur skrivas om till "h4x0r", "h4xx0r", och så vidare. Ändelsen -zor kan ses hos verbet own, som inledningsvis skrivs som "pwn" och därefter görs om till substantiv enligt "pwnzor".
- -age: Ett annat sätt att skapa substantiv från verb är genom att haka på -age, exempelvis ordet "pwnage" som skapas från "pwned" som är en medveten felskrivning av "owned". Genom att tangenterna O och P ligger bredvid varandra på QWERTY-tangentbordet har det blivit populärt och accepterat att ersätta o med p, främst i "own". Värt att notera och tillägga är att denna medvetna felstavning sällan används för andra ord. Till exempel skrivs inte "omg" som "pmg" inom 1337- eller datorkulturen. Som ses i detta exempel kan alltså ett och samma verb skrivas om på flera olika sätt.
- -ness: Substantiv kan även skapas från adjektiv, detta genom att lägga till suffixet -ness. Exempel är "überness" (eller "uberness") och "leetness". Detta är vanligare i engelsk leet-speak eftersom det följer engelska språkregler.
- -ed: För händelser som skett, exempelvis verbformen imperfekt, kan suffixet -ed skrivas om som "'d". Exemplet "pwned" skulle då bli "pwn'd". Då leet-speak uppmuntrar snabbhet före korrekthet anses det helt ok om apostrofen hamnar fel (exempelvis "pwnd' "), uteblir (exempelvis "pwnd") eller om "d" byts mot "t" (exempelvis "pwnt"). Detta gör att ett så enkelt ord som "owned" kan skrivas på en uppsjö olika vis, och fortfarande ses som korrekt.
- P12: En svensk term som används med negativ hänsyftning på att en person är en "pojke 12 år". Utgångspunkten är att personer i 12-årsåldern är omogna och sprider dålig stämning på nätforum.

I vissa fall används även prefix för att konstruera ord:
- lol-: Lol (laughing out loud) kan i vissa fall användas som ett prefix. Exempel är "lolno", "loltrue" och "lolwhat" (stavas också lolwut/lolwat). Ord med "lol" som prefix bildar ett sammansatt ord. I dessa ord kan man ersätta "lol" med "haha, ". Med "lolno" menar man ofta "haha, nej". Som många ord i leet-kulturen har detta uppfunnits för att skriva snabbare, då "lolno" går snabbare att skriva än "Laughing out loud, no".

### Medveten felstavning (MLG)
I många fall har ett ord skrivits fel så många gånger att felstavningen har börjat skrivas istället, ofta därför att det också går snabbare.
- teh - istället för "the"
- g34m (eller geam) - istället för "game"
- li3k (eller liek) - istället för "like". (Används i Mudkip-skämtet "So I herd u liek mudkipz")
- pwned - istället för "owned" (då P-tangenten sitter bredvid O-tangenten på QWERTY-tangentbordet, samt med meningen "Powerowned" eller "Pawned")
- wat/wut/wot - istället för "what"
- gawd - Istället för "God"
- pr0n - Istället för "porn"
- rly - Istället för "really" (kan skrivas "orly" - Oh, really?)
- z - Istället för "s" (ofta brukar s/z skrivas efter ord som egentligen inte ska ha s/z ex: heres/herez, tells/tellz, gots/gotz, osv.)

## Forum-1337
Denna form av leetspeak används sällan mer än i forum-sammanhang, men har även där så smått börjat dö ut. Målet är att med i princip endast tecken kunna skriva alla bokstäver. Forum-1337 används inte i stor utsträckning eftersom det tar så lång tid att skriva. Det används ofta om man vill vara lite lustig, för effektens skull. Det sägs att tekniken började utvecklas av "1337 }{4Xx0|25" (LEET HAXxORS) för att kunna skriva till varandra utan att man skulle kunna hitta informationen via sökmotorn Google eller liknande.
Den här användningen av leetspeak är den ursprungliga och egentligen den äkta, alltså sättet att byta ut bokstäver mot siffror och andra tecken. En stor del av den allmänna online-kulturens språk, som ofta förknippas med leetspeak, har på senare tid kombinerats med ett förenklat användande av leetspeak. Mindre inblandning av siffror istället för bokstäver och utbredd användning av diverse förkortningar är mycket vanligt på internet men bör inte ses som leetspeak. 
När språket spreds i online-spelvärlden och på internet, där man behöver kunna kommunicera effektivt och snabbt, var leetspeak inget bra språk att använda. Eftersom det ursprungliga leetspeak tar tid att tyda om man inte är van, är det opraktiskt att använda i till exempel online-spelsammanhang. Många av de förkortningar och uttryck som förklarats ovan i artikeln är inte leetspeak utan bör betraktas som internetslang.